# Luisia foxworthii
Luisia foxworthii är en orkidéart som beskrevs av Oakes Ames. Luisia foxworthii ingår i släktet Luisia och familjen orkidéer.
Artens utbredningsområde är Filippinerna. Inga underarter finns listade i Catalogue of Life.